# Bohlsbach
Bohlsbach ist ein nördlich gelegener Ortsteil der Stadt Offenburg im Ortenaukreis (Baden-Württemberg).

## Geographie
Die Gemarkung hat eine Fläche von 611 ha.

### Nachbargemeinden
Die Grenze der Gemarkung verläuft im Norden gegen den Offenburger Ortsteil Windschläg, im Osten gegen die Gemarkung Ebersweier, ein Teilort von Durbach, im Süden gegen die Gemarkung des Offenburger Ortsteils Rammersweier und die Stadt Offenburg, im Westen gegen die Gemarkungen Bühl und Griesheim.

## Geschichte
960 wurde Bohlsbach als Badelsbach erstmals erwähnt. Von 1807 bis 1810 gehörte Bohlsbach zur Verwaltungseinheit des Oberamtes Offenburg, 1810 bis 1813 zum Amt Offenburg und 1813 bis 1939 zum Bezirksamt Offenburg. Am 27. November 1944 wurden im Bohlsbacher Wald vier im Offenburger Gefängnis inhaftierte Frauen von SS-Männern ermordet und verscharrt. Ihre Leichen fand man erst im Dezember 1945. Am 1. Januar 1975 wurde Bohlsbach im Zuge der Gebietsreform nach Offenburg eingemeindet.

## Demographie
Einwohnerzahlen nach dem jeweiligen Gebietsstand.
| Jahr | Einwohnerzahl |
| ---- | ------------- |
| 1717 | 40            |
| 1814 | 556           |
| 1834 | 765           |
| 1864 | 650           |
| 1871 | 616           |
| 1900 | 690           |
| 1913 | 848           |
| 1939 | 1.178         |
| 1961 | 1.744         |
| 1970 | 1.839         |
| 1980 | 2.168         |
| 1990 | 2.480         |
| 2001 | 2.635         |
| 2002 | 2.689         |
| 2003 | 2.678         |
| 2008 | 2.391         |
| 2009 | 2.404         |
| 2015 | 2.349         |
| 2016 | 2.374         |
| 2017 | 2.397         |
| 2018 | 2.436         |
| 2019 | 2.478         |
| 2020 | 2.500         |
| 2021 | 2.508         |
| 2022 | 2.532         |

## Städtepartnerschaften
Seit 1993 unterhält Bohlsbach eine Partnerschaft mit der französischen Gemeinde Perrigny.

## Kultur und Sehenswürdigkeiten

### Bauwerke
- St. Laurentius-Kirche

### Naturdenkmäler
- Menhir von Bohlsbach

### Religionen
Seit der Dekanatsreform am 1. Januar 2008 gehören Bohlsbach und die St. Laurentius-Kirche zum Dekanat Offenburg-Kinzigtal und zudem zur Seelsorgeeinheit St. Ursula Katholische Kirchengemeinde.

## Wirtschaft und Infrastruktur

### Verkehr
Durch Bohlsbach führt die Kreisstraße 5324.

### Bildung
In Bohlsbach ist die Lorenz-Oken-Grundschule.

## Persönlichkeiten

### Söhne und Töchter der Ortschaft
- Lorenz Oken (1779–1851), deutscher Mediziner, Naturphilosoph, Naturforscher und Biologe, vergleichender Anatom und Physiologe
- Theodor Wacker (1845–1921), Geistlicher und Politiker
- Rudolf Seigel (* 1931), deutscher Historiker und Archivar
- Guido Hoffmann (* 1964), deutscher Musiker